# Tamagawa (métro d'Osaka)
Tamagawa (玉川駅, Tamagawa-eki) est une station du métro d'Osaka sur la ligne Sennichimae dans l'arrondissement de Fukushima à Osaka.

## Situation sur le réseau
La station Tamagawa est située au point kilométrique (PK) 0,6 de la ligne Sennichimae, entre les stations Nodahanshin et Awaza.

## Histoire
La station a été inaugurée le 16 avril 1969.

## Services aux voyageurs

### Accès et accueil
La station est ouverte tous les jours.

### Desserte
- Ligne Sennichimae :
  - voie 1 : direction Minami-Tatsumi
  - voie 2 : direction Nodahanshin

Installations et desserte
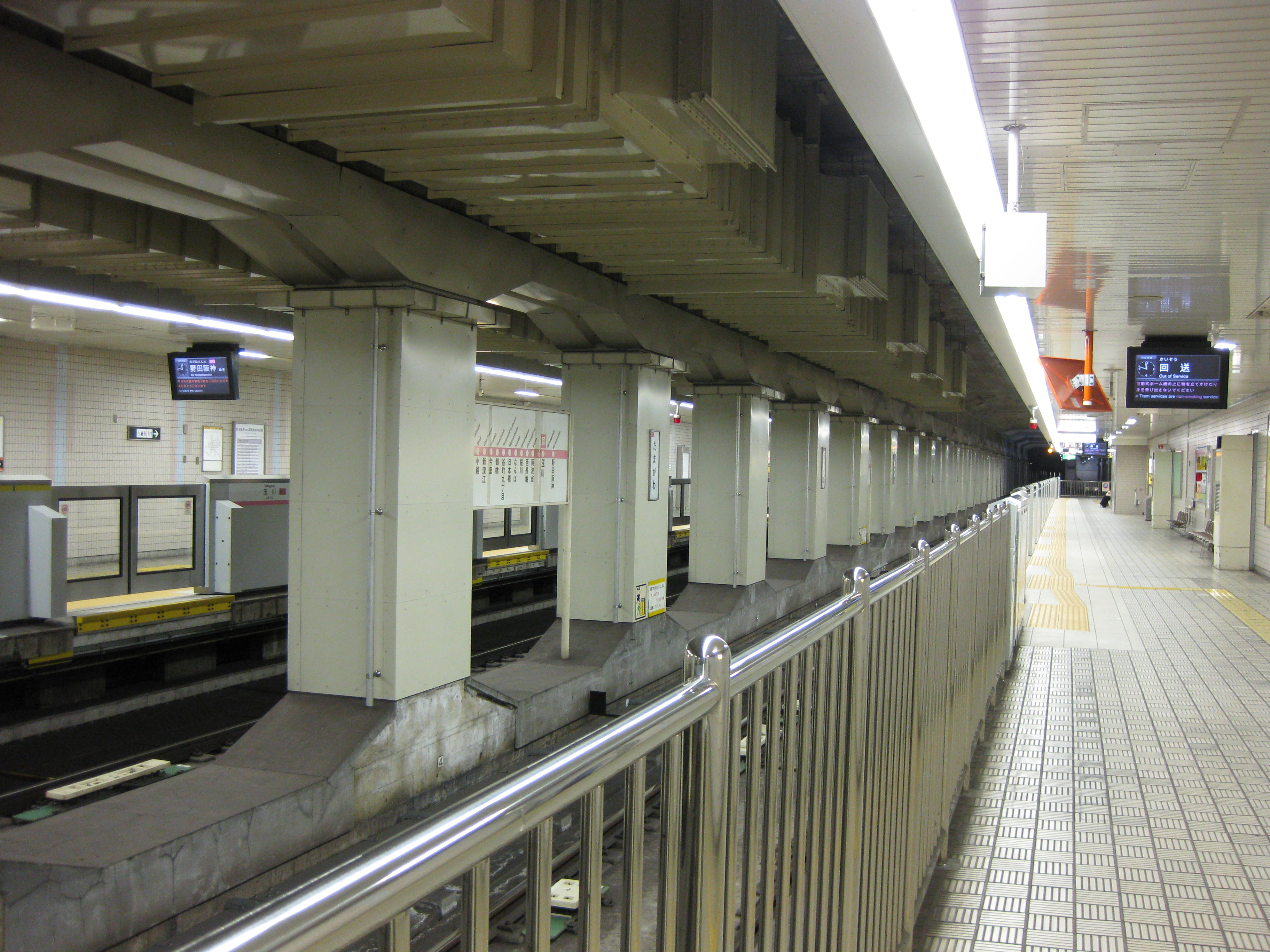
Quais de la station
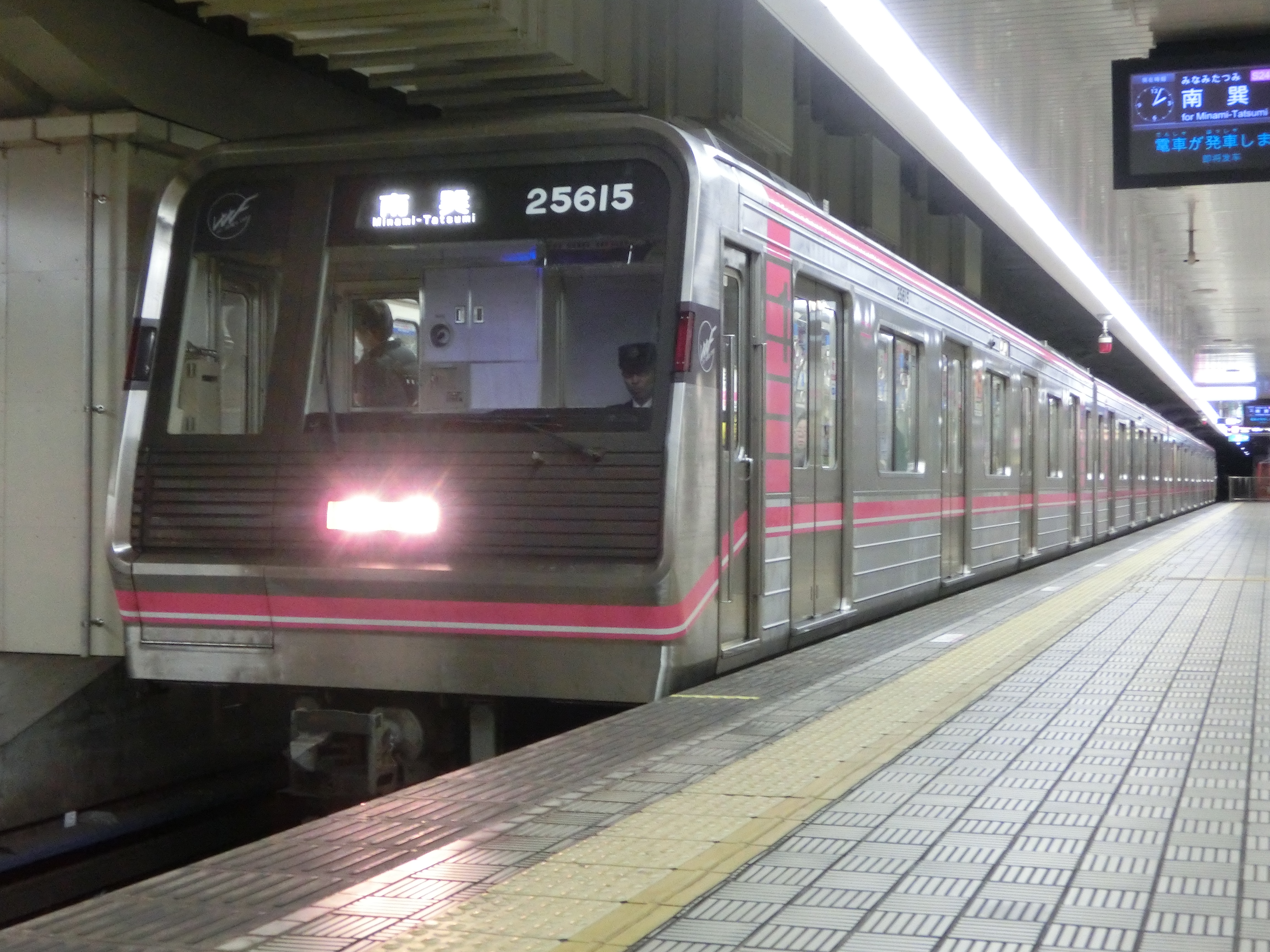
Rame à quai

### Intermodalité
La gare de Noda (ligne circulaire d'Osaka) est située à proximité.